# قبور الأنبياء
قبور الأنبياء (بالعبرية: מערת הנביאים‏) أو مغارة الأنبياء هي موقع دفن قديم يقع على المنحدر الغربي العلوي لجبل الزيتون في القدس. يُعتقد أنها مكان دفن حجاي وزكريا وملاخي، آخر ثلاثة أنبياء عبرانيين من الكتاب المقدس.

## حجرة الدفن
تشكل الحجرة ممرين متوازيين يحتويان على 38 محجراً للدفن. يقع مدخل المغارة الكبيرة المنحوتة في الصخر على الجانب الغربي، حيث ينزل درج تحفه من الجانبين برمق حجري. يؤدي هذا الدرج إلى قبو مركزي دائري كبير يبلغ قطره 24 قدم (7.3 م). من هذا القبو، يمتد نفقان متوازيان بعرض 5 قدم (1.5 م) وارتفاع 10 قدم (3.0 م) لمسافة حوالي 20 يارد (18 م) عبر الصخر. يمتد نفق ثالث في اتجاه آخر. ترتبط جميعها ببعضها عبر ممرات عرضية، ويبلغ طول الممر الخارجي منها 40 يارد (37 م).

تشير الأبحاث إلى أن المجمع يرجع في الواقع إلى القرن الأول قبل الميلاد، عندما بدأ استخدام هذا النمط من القبور للدفن اليهودي. وتشير بعض النقوش اليونانية التي تم اكتشافها في الموقع إلى أن المغارة أُعيد استخدامها لدفن المسيحيين الأجانب خلال القرنين الرابع والخامس الميلاديين. على أحد جدران القبو الجانبية، توجد نقش يوناني يُترجم إلى:
ضع ثقتك في الله يا دوميتيلا: لا يوجد مخلوق بشري خالد!

## الموقع المقدس

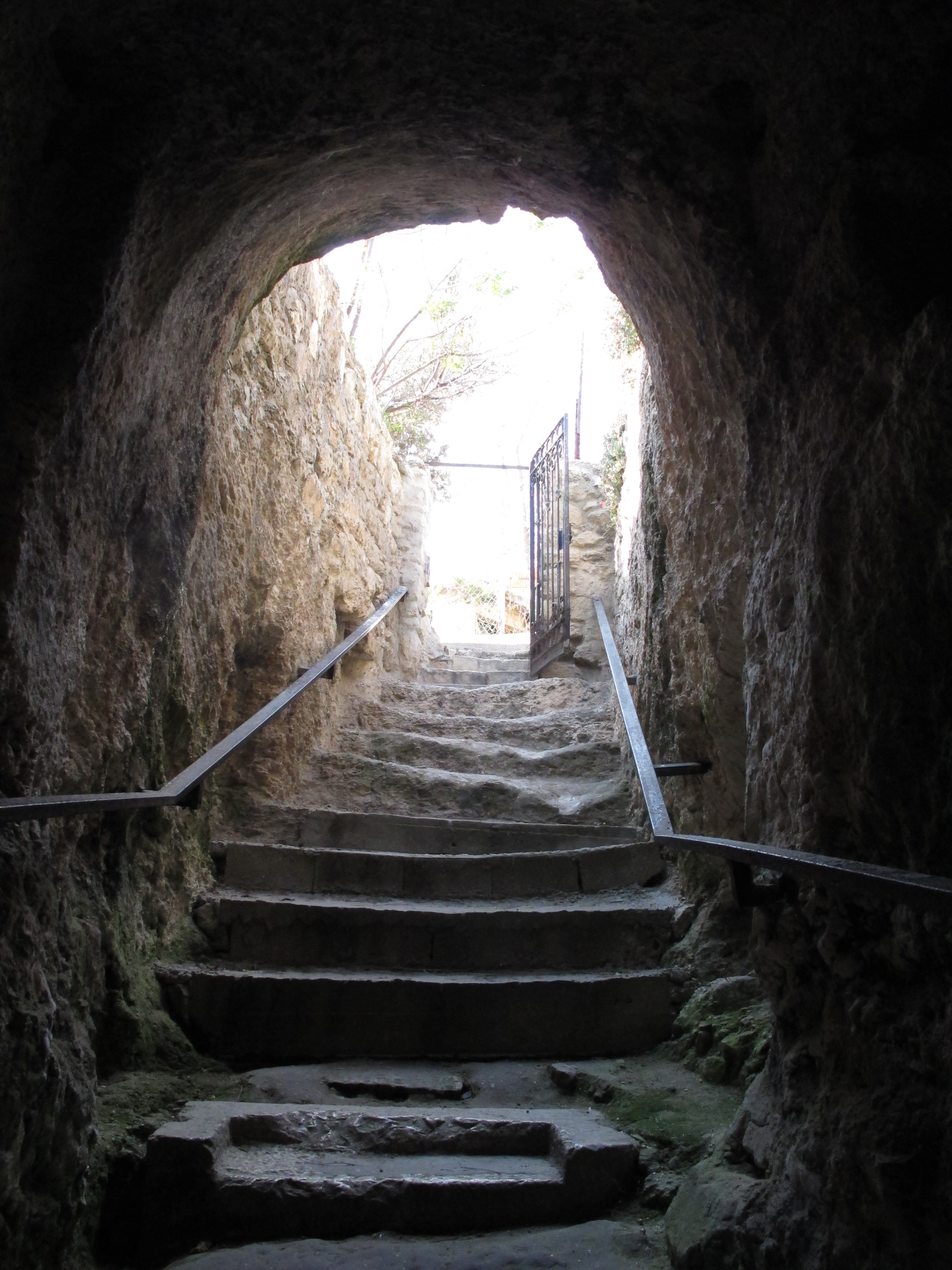
مدخل قبر الأنبياء

لقد قُدس الموقع من قبل اليهود منذ العصور الوسطى، وكانوا يزورونه بشكل متكرر. في عام 1882، استحوذ رئيس الدير أنطونين كابوستين [الإنجليزية] على الموقع لصالح الكنيسة الأرثوذكسية الروسية. خطط لبناء كنيسة في الموقع، مما أثار احتجاجات قوية من قبل اليهود الذين كانوا يزورون ويعبدون في المغارة. وقضت المحاكم العثمانية في عام 1890 بأن الصفقة ملزمة، لكن الروس وافقوا على عدم عرض الرموز أو الأيقونات المسيحية في الموقع الذي سيظل مفتوحاً للأشخاص من جميع الأديان.

## روابط خارجية
- (بالعبرية) أرشيف قبور الأنبياء على موقع سلطة الآثار الإسرائيلية.